# Aymen Tahar
Aymen Tahar (ur. 2 października 1989) – algierski piłkarz występujący na pozycji pomocnika.

## Kariera piłkarska
Od 2008 roku występował w Sheffield United, Gaz Metan Mediaș, Steaua Bukareszt, Boavista FC i Sagan Tosu.